# Preta

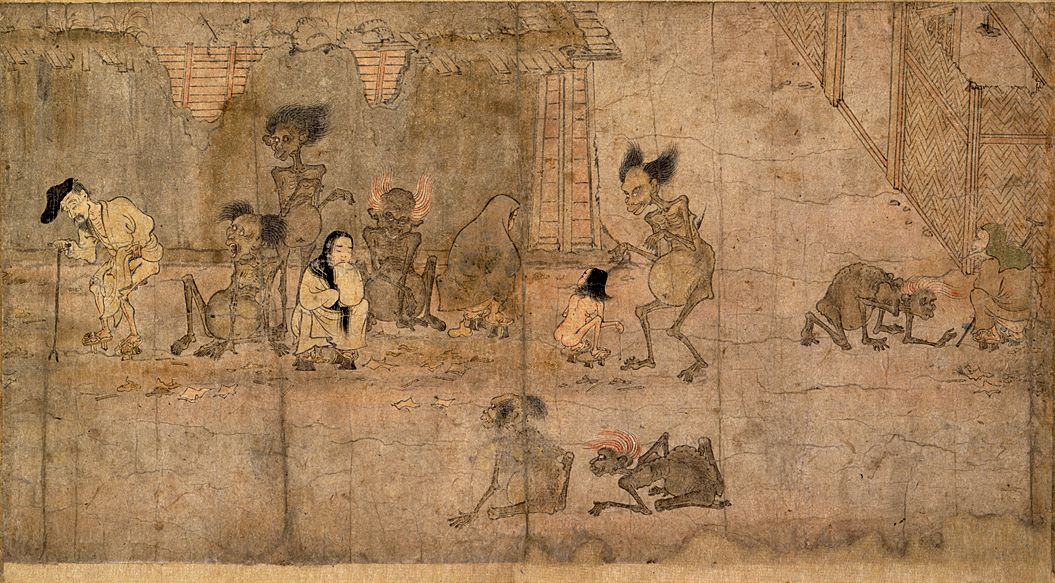
Rouleau japonais représentant des gakis

Preta (sanskrit : प्रेत), peta (pāli), yi-dwag (tibétain : ཡི་དྭགས་), egui (chinois : 餓鬼 ; pinyin : èguǐ ; litt. « goule ») ou gaki (餓鬼), pret (khmer : ប្រេត ; thaï : เปรต) est un terme désignant dans l’hindouisme le premier état des trépassés, concept repris dans le bouddhisme comme une des voies de la réincarnation. Dans les folklores, ce sont des fantômes ou de mauvais esprits.

## Hindouisme
Dans l’hindouisme, le défunt devient temporairement un preta, un être éthéré en transition vers sa prochaine existence (pitri ou esprit des ancêtres) une année durant laquelle les rites funéraires doivent être accomplis. Si ces rites, populairement nommés Śrāddha, ne sont pas effectués, le trépassé peut rester éternellement dans cet état transitoire ou devenir un mauvais esprit,,. 

## Bouddhisme
Selon la loi du karma, la réincarnation en preta est une des mauvaises voies possibles pour les défunts dans le bouddhisme, après les enfers et avant l’animalité. Cette destinée peut être traduite comme la « voie de l’avidité », et les preta comme les « êtres affamés », les « démons faméliques », les « esprits avides », condamnés à souffrir de désirs insatiables qu’ils ne peuvent assouvir, tels la faim, la richesse ou le plaisir,.
Il est impossible pour un humain de nourrir ou d’aider directement un preta : il doit faire acte de piété ou de charité envers d’autres humains (ou un moine) pour que les bienfaits de ses actes allègent les souffrances et sauvent un esprit tourmenté,. Des cérémonies sont également l’occasion de nourrir les preta, par exemple durant l’O-Bon au Japon. Un preta peut donc être sauvé dès lors qu’un humain, souvent un membre de la famille, entreprend les rites nécessaires.
Parmi les écrits sur la condition et la vie antérieure des preta, ainsi que les rituels pour leur offrir une réincarnation meilleure, figurent le Petavatthu, l’Avadanasataka et le Divyavadana.